# Ашурбеков, Эрик Магомедсалимович
Э́рик Магоме́дсалимович Ашурбе́ков (род. 5 января 1973, Ашхабад) — советский и российский футболист, российский футбольный тренер.

## Карьера игрока
В 2010 году сыграл 7 матчей в Первенстве КФК, в конце сезона в возрасте 36 лет завершил карьеру игрока.

## Карьера тренера
После ухода Андрея Боглаевского с поста главного в «Октане» в июне 2009 стал играющим тренером. На протяжении двух лет после окончания игровой карьеры продолжал возглавлять «Октан». Сезон 2011/12 команда закончила на 11 месте, что является высшим достижением клуба в истории. На момент отставки «Октан» занимал последнее, 15 место в сезоне 2012/13. 23 января 2013 года клуб сообщил о расторжении контракта с тренером и его переходе в штаб главного тренера молодёжного состава «Амкара» Константина Парамонова.